# لويس بيج (لاعب كرة قدم)
لويس بيج (بالإنجليزية: Lewis Page)‏ (20 مايو 1996 في المملكة المتحدة - ) هو لاعب كرة قدم بريطاني في مركز الدفاع. لعب مع كامبريدج يونايتد ووست هام يونايتد.

## وصلات خارجية
- لويس بيج على موقع قاعدة بيانات كرة القدم.إي يو (الإنجليزية)
- لويس بيج على موقع Soccerway.com (الإنجليزية)
- لويس بيج على موقع AS.com (الإسبانية)